# Lijst van Amerikaanse ministers van de Luchtmacht
De minister van de Luchtmacht (Engels: United States Secretary of the Air Force) is de leidinggevende functionaris voor de United States Air Force binnen het ministerie van Defensie.
| Nr.    | Minister van de Luchtmacht Secretary of the Air Force | Minister van de Luchtmacht Secretary of the Air Force | Minister van de Luchtmacht Secretary of the Air Force | Ambtstermijn               | Ambtstermijn      | Partij(en)               | President(en)                    | Kabinet(en) |
| ------ | ----------------------------------------------------- | ----------------------------------------------------- | ----------------------------------------------------- | -------------------------- | ----------------- | ------------------------ | -------------------------------- | ----------- |
| 1      |                                                       | Stuart Symington                                      | Stuart Symington (1901–1988)                          | 17 september 1947          | 25 april 1950     | D                        | Harry S. Truman (1947–1953)      | Truman      |
| 2      |                                                       | Thomas Finletter                                      | Thomas Finletter (1893–1980)                          | 25 april 1950              | 20 januari 1953   | D                        | Harry S. Truman (1947–1953)      | Truman      |
| Vacant | Vacant                                                | Vacant                                                | Vacant                                                | Vacant                     | Vacant            | Vacant                   | Dwight D. Eisenhower (1953–1961) | Eisenhower  |
| 3      |                                                       | Harold Talbott                                        | Harold Talbott (1888–1957)                            | 3 februari 1953            | 13 augustus 1955  | R                        | Dwight D. Eisenhower (1953–1961) | Eisenhower  |
| 4      |                                                       | Donald Quarles                                        | Donald Quarles (1894–1959)                            | 13 augustus 1955           | 1 mei 1957        | R                        | Dwight D. Eisenhower (1953–1961) | Eisenhower  |
| 5      |                                                       | James Douglas                                         | James Douglas (1899–1988)                             | 1 mei 1957                 | 10 december 1959  | R                        | Dwight D. Eisenhower (1953–1961) | Eisenhower  |
| 6      |                                                       | Dudley Sharp                                          | Dudley Sharp (1905–1987)                              | 10 december 1959           | 20 januari 1961   | R                        | Dwight D. Eisenhower (1953–1961) | Eisenhower  |
| 7      |                                                       | Eugene Zuckert                                        | Eugene Zuckert (1911–2000)                            | 20 januari 1961            | 30 september 1965 | D                        | John F. Kennedy (1961–1963)      | Kennedy     |
| 7      | Lyndon B. Johnson (1963–1969)                         | Eugene Zuckert                                        | Eugene Zuckert (1911–2000)                            | 20 januari 1961            | 30 september 1965 | D                        | L.B. Johnson                     |             |
| 8      | Lyndon B. Johnson (1963–1969)                         |                                                       | Harold Brown                                          | Harold Brown (1927–2019)   | 30 september 1965 | 15 februari 1969         | L.B. Johnson                     | O           |
| 8      | O                                                     | Richard Nixon (1969–1974)                             | Harold Brown                                          | Harold Brown (1927–2019)   | 30 september 1965 | 15 februari 1969         | Nixon                            |             |
| 9      |                                                       | Richard Nixon (1969–1974)                             | Robert Seamans                                        | Robert Seamans (1918–2008) | 15 februari 1969  | 15 mei 1973              | Nixon                            | R           |
| 10     |                                                       | Richard Nixon (1969–1974)                             | John McLucas                                          | John McLucas (1920–2002)   | 15 mei 1973       | 25 november 1975         | Nixon                            | O           |
| 10     | O                                                     | Gerald Ford (1974–1977)                               | John McLucas                                          | John McLucas (1920–2002)   | 15 mei 1973       | 25 november 1975         | Ford                             |             |
| [ 3 ]  |                                                       | Gerald Ford (1974–1977)                               | James Plummer                                         | James Plummer (1920–2013)  | 25 november 1975  | 1 january 1976           | Ford                             | O           |
| 11     |                                                       | Gerald Ford (1974–1977)                               | Thomas Reed                                           | Thomas Reed (1934)         | 1 january 1976    | 7 april 1977             | Ford                             | R           |
| 11     | R                                                     | Jimmy Carter (1977–1981)                              | Thomas Reed                                           | Thomas Reed (1934)         | 1 january 1976    | 7 april 1977             | Carter                           |             |
| 12     |                                                       | Jimmy Carter (1977–1981)                              | John Stetson                                          | John Stetson (1920–2007)   | 7 april 1977      | 17 mei 1979              | Carter                           | O           |
| 13     |                                                       | Jimmy Carter (1977–1981)                              | Hans Mark                                             | Hans Mark (1929–2021)      | 17 mei 1979       | 10 februari 1981         | Carter                           | O           |
| 13     | O                                                     | Ronald Reagan (1981–1989)                             | Hans Mark                                             | Hans Mark (1929–2021)      | 17 mei 1979       | 10 februari 1981         | Reagan                           |             |
| 14     |                                                       | Ronald Reagan (1981–1989)                             | Verne Orr                                             | Verne Orr (1916–2008)      | 10 februari 1981  | 30 november 1985         | Reagan                           | R           |
| Vacant |                                                       | Ronald Reagan (1981–1989)                             |                                                       |                            |                   |                          | Reagan                           |             |
| 15     |                                                       | Ronald Reagan (1981–1989)                             | Russell Rourke                                        | Russell Rourke (1931–2003) | 10 december 1985  | 6 april 1986             | Reagan                           | R           |
| 16     |                                                       | Ronald Reagan (1981–1989)                             | Edward Aldridge                                       | Edward Aldridge (1938)     | 6 april 1986      | 16 december 1988         | Reagan                           | R           |
| [ 3 ]  |                                                       | Ronald Reagan (1981–1989)                             | James McGovern                                        | James McGovern (1946)      | 16 december 1988  | 30 april 1989            | Reagan                           | R           |
| [ 3 ]  | R                                                     | George H.W. Bush (1989–1993)                          | James McGovern                                        | James McGovern (1946)      | 16 december 1988  | 30 april 1989            | G.H.W. Bush                      |             |
| [ 3 ]  |                                                       | George H.W. Bush (1989–1993)                          | Tony McPeak                                           | John Welch (1930–2010)     | 30 april 1989     | 20 mei 1989              | G.H.W. Bush                      | O           |
| 17     |                                                       | George H.W. Bush (1989–1993)                          | Donald Rice                                           | Donald Rice (1939)         | 20 mei 1989       | 20 januari 1993          | G.H.W. Bush                      | R           |
| [ 3 ]  |                                                       | Michael Donley                                        | Michael Donley (1952)                                 | 20 januari 1993            | 13 juli 1993      | R                        | Bill Clinton (1993–2001)         | Clinton     |
| [ 3 ]  |                                                       | Tony McPeak                                           | General Tony McPeak (1936)                            | 13 juli 1993               | 6 augustus 1993   | O                        | Bill Clinton (1993–2001)         | Clinton     |
| 18     |                                                       | Sheila Widnall                                        | Sheila Widnall (1938)                                 | 6 augustus 1993            | 31 oktober 1997   | D                        | Bill Clinton (1993–2001)         | Clinton     |
| 19     |                                                       | Whitten Peters                                        | Whitten Peters (1946)                                 | 31 oktober 1997            | 20 januari 2001   | D                        | Bill Clinton (1993–2001)         | Clinton     |
| [ 3 ]  |                                                       | Lawrence Delaney                                      | Lawrence Delaney (1935)                               | 20 januari 2001            | 31 mei 2001       | D                        | George W. Bush (2001–2009)       | G.W. Bush   |
| 20     |                                                       | James Roche                                           | James Roche (1939)                                    | 31 mei 2001                | 20 januari 2005   | D                        | George W. Bush (2001–2009)       | G.W. Bush   |
| [ 3 ]  |                                                       | Peter Teets                                           | Peter Teets (1942–2020)                               | 20 januari 2005            | 25 maart 2005     | O                        | George W. Bush (2001–2009)       | G.W. Bush   |
| [ 3 ]  |                                                       | Michael Montelongo                                    | Michael Montelongo (1955)                             | 25 maart 2005              | 28 maart 2005     | R                        | George W. Bush (2001–2009)       | G.W. Bush   |
| [ 3 ]  |                                                       | Michael Dominguez                                     | Michael Dominguez (1953)                              | 28 maart 2005              | 30 juli 2005      | O                        | George W. Bush (2001–2009)       | G.W. Bush   |
| [ 3 ]  |                                                       | Pete Geren                                            | Pete Geren (1952)                                     | 30 juli 2005               | 5 november 2005   | D                        | George W. Bush (2001–2009)       | G.W. Bush   |
| 21     |                                                       | Michael Wynne                                         | Michael Wynne (1944)                                  | 5 november 2005            | 20 juni 2008      | R                        | George W. Bush (2001–2009)       | G.W. Bush   |
| 22     |                                                       | Michael Donley                                        | Michael Donley (1952)                                 | 20 juni 2008               | 20 juni 2013      | R                        | George W. Bush (2001–2009)       | G.W. Bush   |
| 22     | R                                                     | Michael Donley                                        | Michael Donley (1952)                                 | 20 juni 2008               | 20 juni 2013      | Barack Obama (2009–2017) | Obama                            |             |
| [ 3 ]  |                                                       | Eric Fanning                                          | Eric Fanning (1968)                                   | 20 juni 2013               | 20 december 2013  | Barack Obama (2009–2017) | Obama                            | D           |
| 23     |                                                       | Deborah Lee James                                     | Deborah Lee James (1958)                              | 20 december 2013           | 20 januari 2017   | Barack Obama (2009–2017) | Obama                            | D           |
| [ 3 ]  |                                                       | Lisa Disbrow                                          | Lisa Disbrow (1962)                                   | 20 januari 2017            | 17 mei 2017       | O                        | Donald Trump (2017–2021)         | Trump       |
| 24     |                                                       | Heather Wilson                                        | Heather Wilson (1960)                                 | 17 mei 2017                | 31 mei 2019       | R                        | Donald Trump (2017–2021)         | Trump       |
| [ 3 ]  |                                                       | Matthew Donovan                                       | Matt Donovan (1958)                                   | 31 mei 2019                | 19 oktober 2019   | O                        | Donald Trump (2017–2021)         | Trump       |
| 25     |                                                       | Barbara Barrett                                       | Barbara Barrett (1950)                                | 19 oktober 2019            | 20 januari 2021   | R                        | Donald Trump (2017–2021)         | Trump       |
| [ 3 ]  |                                                       | John Roth                                             | John Roth (1952)                                      | 20 januari 2021            | 10 augustus 2021  | O                        | Joe Biden (2021–heden)           | Biden       |
| 26     |                                                       | Frank Kendall                                         | Frank Kendall (1949)                                  | 28 juli 2021               | heden             | D                        | Joe Biden (2021–heden)           | Biden       |